# Вйонзовниця (Підляське воєводство)
Вйонзовниця (пол. Wiązownica) — село в Польщі, у гміні Радзілув Ґраєвського повіту Підляського воєводства.
Населення — 79 осіб (2011).
У 1975-1998 роках село належало до Ломжинського воєводства.

## Демографія
Демографічна структура станом на 31 березня 2011 року:
|          | Загалом | Допрацездатний вік | Працездатний вік | Постпрацездатний вік |
| -------- | ------- | ------------------ | ---------------- | -------------------- |
| Чоловіки | 34      | 6                  | 25               | 3                    |
| Жінки    | 45      | 14                 | 21               | 10                   |
| Разом    | 79      | 20                 | 46               | 13                   |